# Bou Arada
Bou Arada (arabe : بوعرادة), ou Bouarada, est une ville du Nord-Ouest de la Tunisie située à 37 kilomètres au nord-est de Siliana et à 70 kilomètres au sud-ouest de Tunis.
Rattachée au gouvernorat de Siliana, elle constitue une municipalité comptant 13 162 habitants en 2014 et constitue le chef-lieu d'une délégation portant son nom.
Au débouché de la chaîne montagneuse de la dorsale tunisienne, elle est au centre d'une vaste plaine agricole consacrée à la culture des céréales.
Historiquement, elle abrite des ruines puniques (notamment une chapelle) et a été le théâtre de batailles en 1942-1943 lors de la campagne de Tunisie.